# 第一次王子の乱
第一次王子の乱（だいいちじおうじのらん）は李氏朝鮮王朝初期の政争事件。

## 概要
李氏朝鮮初代国王太祖（李成桂）の男子8人のうち先妃韓氏（神懿王后）所生の子は6人で、即位以前から成人していたが、長男の李芳雨は1393年に病死していた。そこで李成桂は寵愛する継妃康氏（神徳王后）の子である、まだ幼い8男の李芳碩を世子とすることを決め、建国の功臣たちもその意向に従っていた。
王子達は政治にも参画し、私兵を抱えることも許されており、特に有能で野心的な5男李芳遠は、宰相格の鄭道伝と政治的に対立していた。1398年、李芳遠は、鄭道伝が計画した遼東への遠征軍の編成を、自分たちの排除の口実と受け取った。そこで先妃所生の王子たちが結束して、鄭道伝ら重臣たちを殺害し、加えて世子李芳碩とその同母兄で7男の李芳蕃を殺害した。
事件後、太祖は譲位し、事件の主役芳遠は親族・臣下の反撥を考慮して王位を辞退し、子供のいない2男李芳果（定宗）を推挙、即位させた。李芳遠は、丞相として実権を掌握し、国家体制の強化を推進した。
李芳遠が後に国王（太宗）として即位したことから、それをはばかって、李芳遠側から仕掛けた事件ながら「鄭道伝の乱」とも称される。